# 上村乡
上村乡，是中华人民共和国云南省曲靖市会泽县下辖的一个乡镇级行政单位。

## 行政区划
上村乡下辖以下地区：
大松树村、瓦厂村、上村、大河村、革黑村、闸塘村、小箐村、小坡村、坪地村、小麦地村、大户村、播乐村、马龙村、李子坪村、打营村、董德村、法科村和自扎村。